# Niklas Weissenberger
Niklas Weissenberger (* 13. Mai 1993 in Karlstadt) ist ein ehemaliger deutscher Fußballspieler.

## Karriere
Weissenberger begann seine Karriere im Erwachsenenbereich bei der zweiten Mannschaft der SpVgg Greuther Fürth, für die er zuvor bis ins Jahr 2012 in der Jugend aktiv gewesen war. Nach einer Spielzeit bei den Fürthern in der Regionalliga wechselte er im Sommer 2013 zum Ligakonkurrenten Würzburger Kickers. Mit den Kickers stieg Weissenberger in der Saison 2014/15 in die 3. Liga auf, er debütierte dort am 12. September 2015 bei einer 0:1-Niederlage gegen die zweite Mannschaft des 1. FSV Mainz 05. Im Sommer 2016 stieg er mit den Würzburger Kickers in die 2. Liga auf. Anschließend wechselte er in die Landesliga Württemberg zu den Sportfreunden Dorfmerkingen. Mit seinem Verein stieg er im Jahr 2017 in die Verbandsliga auf und gewann zudem den Verbandspokal in Württemberg (WFV-Pokal). Im Sommer 2018 erfolgte sein ligainterner Wechsel zum TSV Essingen. Am Ende der Saison 2022/23 stieg Weissenberger mit Essingen als Verbandsligameister in die Oberliga Baden-Württemberg auf und beendete im Anschluss seine Karriere.